# Hereroa brevifolia
Hereroa brevifolia är en isörtsväxtart som beskrevs av L. Bol. Hereroa brevifolia ingår i släktet Hereroa och familjen isörtsväxter. Inga underarter finns listade i Catalogue of Life.